# Долгокір Андрій Іванович
Андрій Іванович Долгокір (нар. 14 червня 1953, Балта, Одеська область, Україна) — український бодібілдер, співзасновник Української та Європейської федерації бодібілдингу та фітнесу, спортивний функціонер, заслужений тренер України, заслужений працівник фізичної культури і спорту України.

## Звання
- 16.06.1995 рік — суддя Міжнародної категорії (клас А) з бодібілдингу та фітнесу за версією I.F.B.B.[1]
- 2008 рік— почесний Президент Національної федерації бодібілдингу та фітнесу України[2]
- 2016 рік — Президент України, Петро Порошенко, до Дня фізичної культури і спорту України присвоїв звання Заслужений працівник фізичної культури та спорту України[3][4]

## Нагороди
- 02.02.2023рік — медаль «Хрест Свободи» Православної Церкви України № 705 від 02.02.2023рік за підписом Митрополита Київського і всієї України Єпіфанія[5]
- 17.03.2023рік — подяка Міністерства Оборони України за підписом командира військової частини Т0910 полковника Любомира Якібчука, за патріотизм, волонтерську діяльність, ініціативність та надану допомогу.[6]

## Заслуги у розвитку бодібілдингу
Співзасновник і перший президент «Національної Федерації Бодібілдингу України»
03.05.2025 Передав запорізькому обласному краєзнавчому музею рідкісні експонати, пов'язані з історією українського бодібілдингу